# Orion Oyj
Orion ist ein Unternehmen aus Finnland mit Firmensitz in Espoo. Das Unternehmen ist eine öffentliche Aktiengesellschaft und an der Börse Helsinki gelistet.
Das Unternehmen entwickelt, produziert und verkauft verschiedene Pharmazieprodukte. Orion beschäftigt rund 3.500 Mitarbeiter (Stand: 2013). Das Unternehmen wurde 1917 gegründet.